# Fokke Jelsma
Fokke Evert Jelsma (Den Haag, 23 december 1943 - Scharsterbrug, 24 april 2012) was een Nederlands honkballer.
Jelsma, een rechtshandige buitenvelder, groeide op in Den Haag waar hij na de HBS de opleiding tot leraar lichamelijke opvoeding volgde. In 1959 begon hij met honkbal bij de Haagse vereniging de Storks. Omdat hij als slagman en buitenvelder getalenteerd bleek werd hij al spoedig opgenomen in de selectie voor Jong Oranje. Tot 1970 bleef hij spelen in de hoofdklasse bij de Storks.
Na een aanstelling als leraar lichamelijke opvoeding in Krommenie werd hij lid van de toenmalige hoofdklassevereniging Haarlem Nicols en kwam met hen uit in de landelijke competitie waar hij met zijn team meermalen landskampioen werd en deelnam aan diverse Europacups. Hierna ging hij spelen voor Kinheim en Schoten, ook in de hoofdklasse.
In de periode tussen 1969 en 1975 was hij tevens international en speelde voor het Nederlands honkbalteam 25 interlands. Hij nam deel aan het wereldkampioenschap in Colombia en aan diverse Europese kampioenschappen.
In 1974 werd hij door de KNBSB onderscheiden als een van Nederlands meest waardevolle spelers. Na zijn actieve topsportloopbaan gaf Jelsma jarenlang vele coachcursussen voor de bond en nam zelf in 1971 mede het initiatief om te komen tot de oprichting van de honkbalvereniging Cromtigers in zijn woonplaats Krommenie. In 2012 overleed Jelsma aan de gevolgen van de ziekte van Alzheimer